# ایوا-ملمیزون
ایوا-ملمیزون (به فرانسوی: Évin-Malmaison) یک کمون در فرانسه است که در پا-دو-کاله واقع شده‌است. ایوا-ملمیزون ۴٫۵۷ کیلومتر مربع مساحت و ۴٬۷۵۸ نفر جمعیت دارد و ۲۶ متر بالاتر از سطح دریا واقع شده‌است.

## نگارخانه

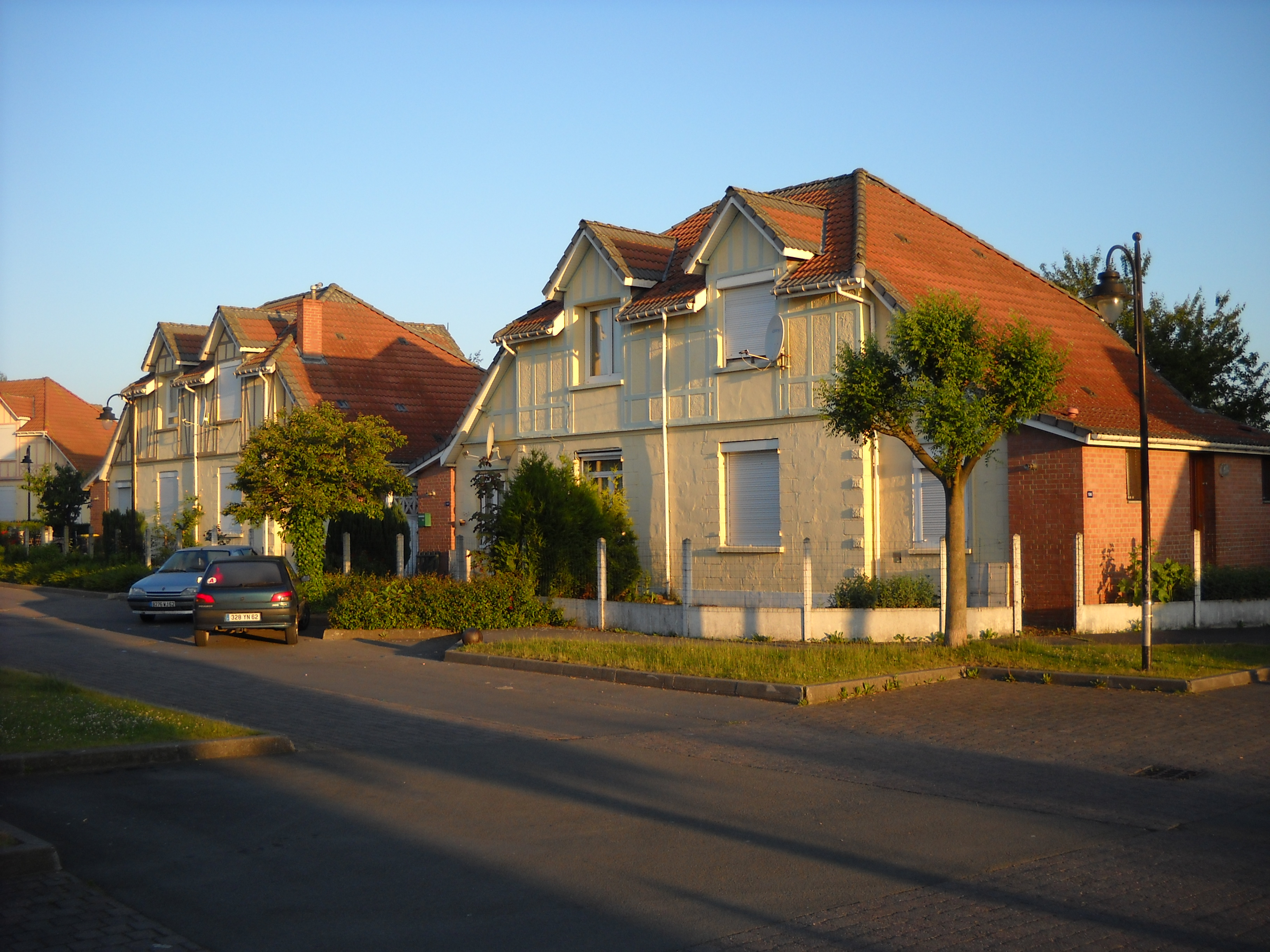
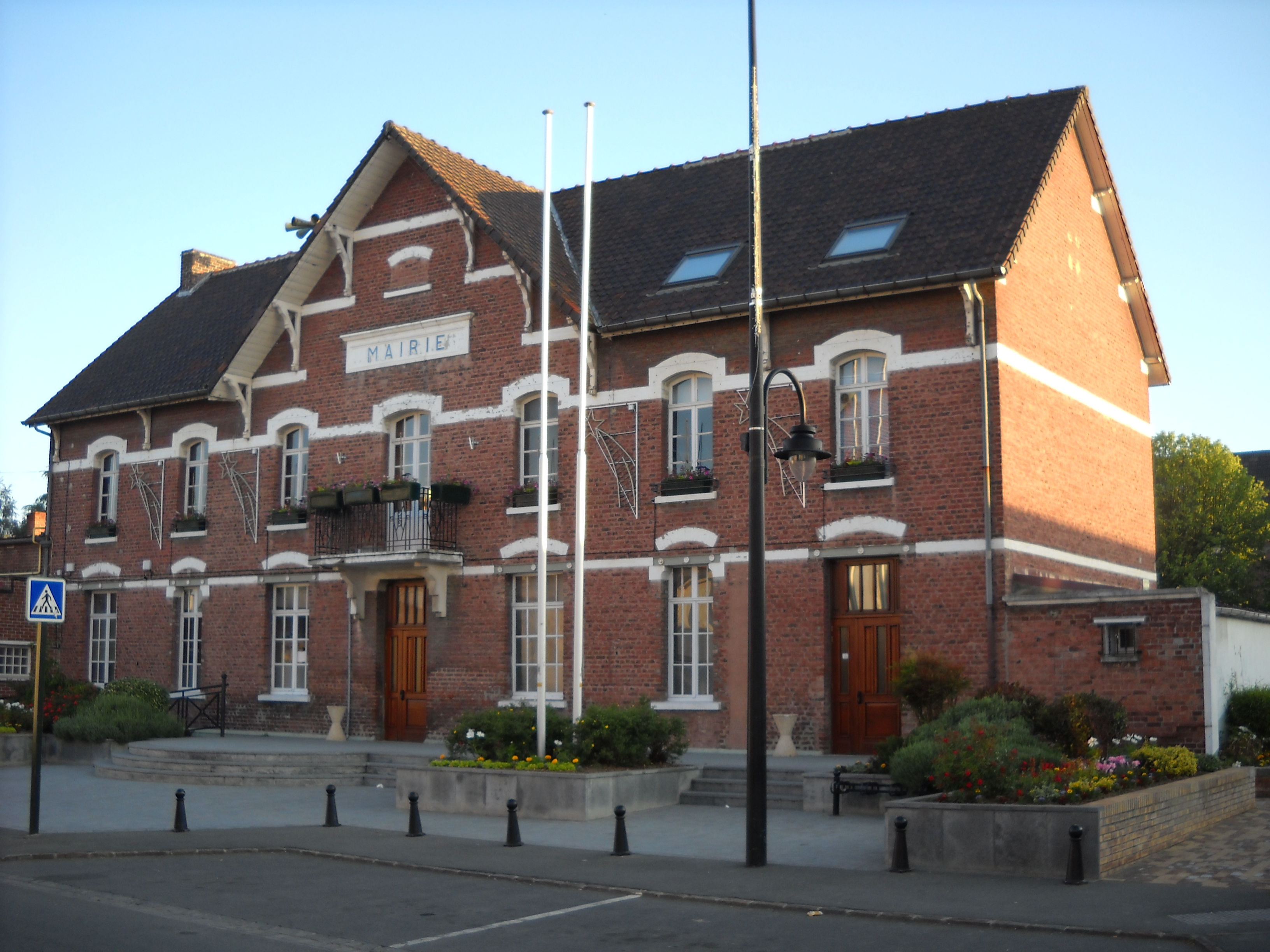
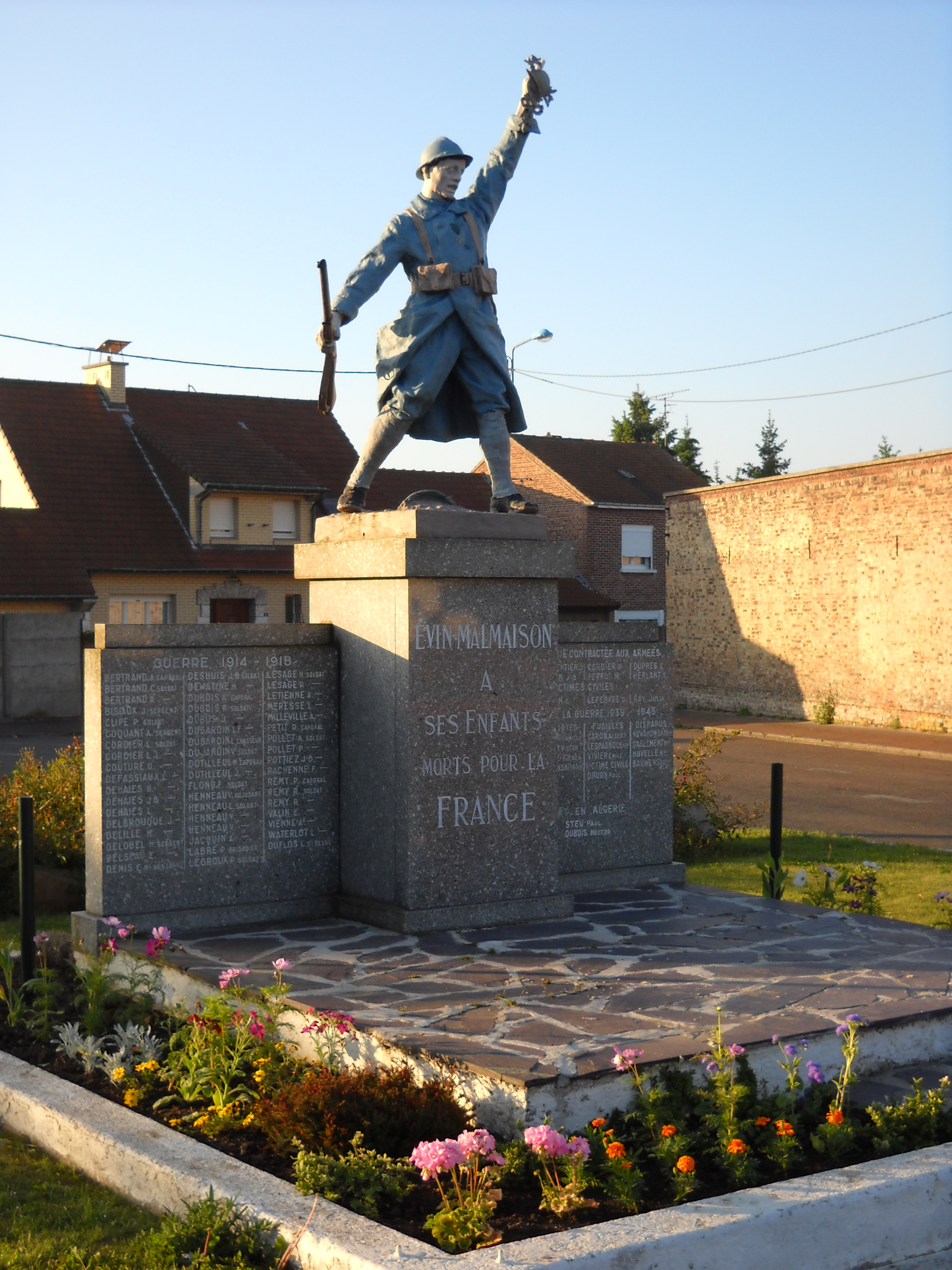